# Klassiker féminin
Le Klassiker désigne en football féminin la rivalité entre l'Eintracht Francfort (anciennement 1. FFC Francfort) et le 1. FFC Turbine Potsdam, deux clubs féminins allemands.

## Histoire
Les deux clubs entrent naturellement en rivalité au début des années 2000 lorsqu'ils commencent à être en concurrence pour les titres en Allemagne. De 2001 à 2012, ils se partagent tous les titres en championnat et la plupart des coupes d'Allemagne. Leur rivalité est renforcée par leur histoire : le Turbine Potsdam est un club d'Allemagne de l'Est, dont il a d'ailleurs été six fois champion avant la réunification, tandis que le 1. FFC Francfort vient d'Allemagne de l'Ouest. Le Turbine représente les vestiges du socialisme d'Europe de l'Est tandis que Francfort représente le libéralisme d'Europe de l'Ouest.

« Ils [le FFC Francfort] viennent d'une métropole bancaire. C'est une autre philosophie que la nôtre. »

— Bernd Schröder, entraîneur du Turbine Potsdam, en 2012.
Le 1. FFC Francfort a effectivement un budget supérieur, ce qui lui permet de recruter des joueuses de Potsdam. Les transferts de Karolin Thomas et Petra Wimbersky à Francfort en 2006-2007, puis de la légende de Potsdam Conny Pohlers la saison suivante, en sont une illustration. En 2011, c'est le recrutement de l'internationale allemande du Turbine Fatmire Bajramaj par le rival francfortois qui ravive la rivalité entre les deux clubs. Bajramaj est attirée par un meilleur salaire, tandis que l'entraîneur du club est-allemand Bernd Schröder considère le transfert comme une trahison.
Les deux rivaux brillent également en Europe : le 1. FFC Francfort remporte quatre coupes d'Europe et le Turbine Potsdam deux. Les clubs se retrouvent même en finale de la coupe de l'UEFA 2006, que Francfort remporte (4-0, 3-2).

« En raison de son histoire, ce match reste un classique. Les matches de ces dernières années ont toujours été de haut niveau, même lorsqu'on ne se battait peut-être pas pour le titre. »

— Matthias Rudolph, entraîneur du Turbine Potsdam, en 2019.

« Ces matches ont toujours une importance particulière. Parfois ça a dépassé la concurrence purement sportive, et si ça avait été un match de boxe, on aurait regardé s'il n'y avait pas eu des coups bas. Mais les deux équipes se sont toujours poussées vers le haut. »

— Rolf Kutzmutz, président du Turbine Potsdam, en 2019.
En 2020, le 1. FFC Francfort fusionne avec l'Eintracht Francfort pour devenir sa section féminine.
Depuis 2013, alors que les titres en championnat sont désormais trustés par le VfL Wolfsburg et le Bayern Munich, Francfort et Potsdam continuent d'être des concurrentes directes pour le podium,. Lors de la saison 2021-2022, l'Eintracht termine ainsi à la troisième place, qualificative la Ligue des champions, juste devant le Turbine. La presse commence cependant parfois à utiliser le terme Klassiker pour désigner les rencontres entre Wolfsburg et le Bayern.
En 2023, le Turbine est relégué en deuxième division, après 26 saisons en Bundesliga.

## Palmarès
| Équipe    | Championnat d'Allemagne                                                    | Coupe d'Allemagne                                  | Ligue des champions        |
| --------- | -------------------------------------------------------------------------- | -------------------------------------------------- | -------------------------- |
| Francfort | 7 (1999, 2001, 2002, 2003, 2005, 2007, 2008) + 6 titres de champion de RDA | 9 (1999, 2001, 2002, 2003, 2007, 2008, 2011, 2014) | 4 (2002, 2006, 2008, 2015) |
| Potsdam   | 6 (2004, 2006, 2009, 2010, 2011, 2012)                                     | 3 (2004, 2005, 2006)                               | 2 (2005, 2010)             |

## Matches notables

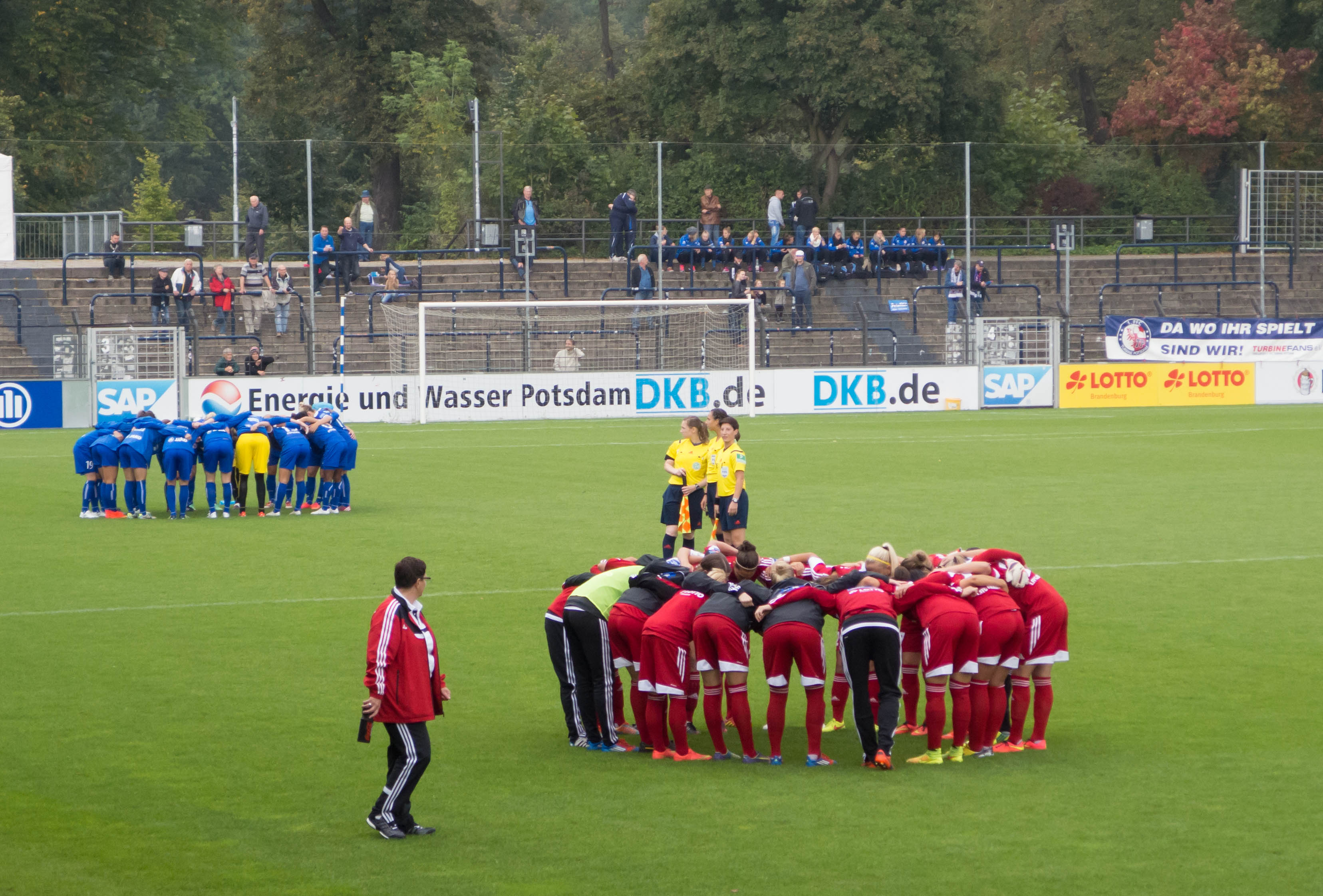
Les deux équipes se concentrent lors d'un Klassiker disputé à Potsdam le 21 septembre 2014.

- 13 juin 2004 – Francfort 2-7 Potsdam : Lors de la dernière journée du championnat, le Turbine se déplace sur la pelouse de Francfort. Les joueuses de la Hesse doivent l'emporter pour décrocher un quatrième sacre consécutif, mais le Turbine écrase ses rivales et rafle son premier titre de champion d'Allemagne.
- 29 avril 2006 – Potsdam 2-0 Francfort : Pour la troisième fois d'affilée, les deux équipes se retrouvent en finale de coupe d'Allemagne, et pour la troisième fois d'affilée, c'est le Turbine qui remporte le trophée.
- 27 mai 2006 – Francfort 3-2 Potsdam : Les deux géants allemands s'affrontent au sommet de l'Europe. La finale se dispute alors en match aller-retour. Le Turbine a remporté la coupe d'Europe la saison précédente, mais Francfort a largement dominé les Brandebourgeoises chez elles au match aller (0-4). La remontada n'a pas lieu et Francfort décroche son deuxième titre européen.
- 21 novembre 2010 – Potsdam 1-4 Francfort : Potsdam, tenant du titre, est en déroute à domicile face à des Francfortoises emmenées par Conny Pohlers, légende du Turbine qui marque cette fois pour le rival. Potsdam remportera tout de même le championnat, un point devant Francfort.
- 30 septembre 2012 – Francfort 2-1 Potsdam : Le Klassiker atteint des sommets d'intensité. En fin de match, Alexandra Singer et Stefanie Mirlach, deux joueuses de Potsdam, sont emmenées à l'hôpital après un double choc crânien. Potsdam, n'ayant plus de remplacements possibles, finit la rencontre à neuf. Profitant de la supériorité numérique, Francfort inscrit le but de la victoire dans le temps additionnel par Fatmire Bajramaj, ancienne joueuse du Turbine. Cette dernière est ensuite victime d'une faute grossière de Tabea Kemme et se blesse au ligament croisé[4].
- 7 mai 2022 – Potsdam 0-2 Francfort : C'est l'avant-dernière journée du championnat, et le Turbine est troisième du championnat avec trois points d'avance sur l'Eintracht, quatrième. Pour la deuxième saison consécutive, la troisième place est qualificative pour la Ligue des champions. Une victoire offre donc un possible retour en Ligue des champions, à laquelle les deux anciens vainqueurs n'ont plus participé depuis de nombreuses saisons. Lara Prašnikar, ancienne joueuse du Turbine, ouvre le score pour l'Eintracht, qui gagne finalement 2-0 à Potsdam et ravit la troisième place. Francfort ira en Ligue des champions, tandis qu'au Turbine, de nombreuses joueuses font leurs adieux et la perspective d'un retour sur le devant de la scène s'éloigne[10].